# Parque nacional de Than Sadet-Ko Pha-ngan
El parque nacional de Than Sadet – Ko Pha-ngan  (en tailandés:  ธารเสด็จ-เกาะพะงัน) es un parque nacional en el sur de Tailandia, que protege 65,93 kilómetros cuadrados sobre todo en la isla de Pha Ngan. El parque fue establecido el 31 de diciembre de 1983, con una superficie de 39,12 kilómetros cuadrados, y fue ampliado a su tamaño actual el 10 de febrero de 1999.
El parque lleva ese nombre tras la visita real de Rama V, Than Sadet (literalmente Río Real) que llegó a la isla para visitar la cascada por primera vez en 1888, y luego regresó hasta catorce veces en los próximos 21 años. Las iniciales de Rama V todavía se pueden ver esculpidas en una roca conmemorativa cerca de la desembocadura del río donde se encuentra la cascada que se dirige hacia el mar por la bahía de Sadet.